# Camponotus (Dendromyrmex)
Dendromyrmex je podrod mravelj iz poddružine Formicinae v rodu Camponotus.

## Vrste
- Camponotus apicalis
- Camponotus chartifex
- Camponotus fabricii
- Camponotus madeirensis
- Camponotus nidulans
- Camponotus traili